# 1956 en philosophie
Chronologie de la philosophie
- 1952
- 1953
- 1954
- 1955
- 1956
- 1957
- 1958
- 1959
- 1960

L’année 1956 a été marquée, en philosophie, par les événements suivants :

## Naissances
- 24 février : Judith Butler

## Décès
- 29 janvier : H. L. Mencken (né en 1880)
- 29 juillet : Ludwig Klages (né en 1872)
- 30 octobre : Pío Baroja (né en 1872